# 459 هـ
459 هـ هي سنة في التقويم الهجري امتدت مقابلةً في التقويم الميلادي بين سنتي 1066 و1067.

## وفيات
- أبو القاسم الحنائي
- ابن مهريزد